# Seymour (Texas)
Seymour és una població dels Estats Units a l'estat de Texas. Segons el cens del 2000 tenia 2.908 habitants.

## Demografia
Segons el cens del 2000, Seymour tenia 2.908 habitants, 1.273 habitatges, i 790 famílies. La densitat de població era de 412,8 habitants per km².
Dels 1.273 habitatges en un 26% hi vivien nens de menys de 18 anys, en un 49,1% hi vivien parelles casades, en un 10% dones solteres, i en un 37,9% no eren unitats familiars. En el 35,7% dels habitatges hi vivien persones soles el 21,9% de les quals corresponia a persones de 65 anys o més que vivien soles. El nombre mitjà de persones vivint en cada habitatge era de 2,25 i el nombre mitjà de persones que vivien en cada família era de 2,9.
Per edats la població es repartia de la següent manera: un 24,3% tenia menys de 18 anys, un 6,1% entre 18 i 24, un 20,9% entre 25 i 44, un 23,9% de 45 a 60 i un 24,8% 65 anys o més.
L'edat mediana era de 44 anys. Per cada 100 dones de 18 o més anys hi havia 79,6 homes.
La renda mediana per habitatge era de 23.662 $ i la renda mediana per família de 32.917 $. Els homes tenien una renda mediana de 21.891 $ mentre que les dones 19.292 $. La renda per capita de la població era de 16.062 $. Aproximadament el 15,6% de les famílies i el 19,5% de la població estaven per davall del llindar de pobresa.

## Poblacions més properes
El següent diagrama mostra les poblacions més properes.